# Nentwigia
Nentwigia diffusa es una especie de araña araneomorfa de la familia Linyphiidae. Es el único miembro del género monotípico Nentwigia.

## Distribución
Se encuentra en Tailandia y el sur de las islas Krakatoa.  